# Президентская кампания Реджепа Эрдогана (2014)
Президентская кампания Реджепа Эрдогана 2014 года ― избирательная кампания премьер-министра Турции (2003―2014) и лидера Партии справедливости и развития Реджепа Тайипа Эрдоган, который баллотировался на пост президента Турции. Эрдоган провёл сорокадневную предвыборную кампанию, которая закончилась его победой. Эрдоган был избран двенадцатым президентом Турции и приведён к присяге 28 августа 2014 года.

## Кандидатура Эрдогана
Турецкие и международные СМИ высказали предположение, что Реджеп Тайип Эрдоган почти наверняка станет кандидатом на пост президента страны от ПСР. 1 июля 2014 года на партийном съезде вице-президент ПСР Мехмет Али Шахин объявил, что члены партии решили выдвинуть кандидатуру премьер-министра и лидер партии Реджеп Тайип Эрдоган на предстоящих президентских выборах в Турции.

### Логотип кампании
После объявления кандидатуры Эрдоган выступил с речью, в которой «Эрдоган-лого» был использован впервые. Логотип подвергся критике за то, что он имел поразительное сходство с логотипом, который американский сенатор Барак Обама использовал в своей президентской кампании 2008 года.
Твит от министра финансов Мехмет Шимшек, который утверждал, что на логотипе изображена арабская каллиграфия имени пророка Мухаммеда, также вызвал споры по поводу использования религиозных символов в политической кампании.

### Другие кандидаты
17 июня 2014 года лидер Республиканской народной партии Кемаль Кылычдароглу и лидер Партии националистического движения Девлет Бахчели объявили о своём решении выдвинуть на пост президента Генерального секретаря Организации исламского сотрудничества Экмеледдина Ихсаноглу. 30 июня Демократическая партия народов официально выдвинула своего сопредседателя Селахаттина Демирташа.

## Кампания (2 июня ― 9 августа 2014 года)
Повестка всех трёх кандидатов была сосредоточена главным образом на конфликте между Израилем и Газой 2014 года, мирном процессе с повстанцами-курдами, протестах в парке Гези и коррупционном скандале 17 декабря 2013 года.
В рамках кампании Эрдогана проходили многочисленные предвыборные митинги, начиная с 5 июля в Самсуне, а затем и в Эрзуруме ― повторяя тем  самым маршрут Мустафы Кемала Ататюрка в начале Войны за независимость Турции. Его выступления на митингах были посвящены главным образом его достижениям на посту премьер-министра, а также частым нападкам как на оппозицию, так и на Фетхуллу Гюлена, лидера движения Хизмет, живущего в Пенсильвании. Во время своего митинга в Хатае 21 июля он критиковал Гюлена в том, что тот не выступал от имени палестинцев в Газе, и обвинил Израиль в «следовании по стопам Гитлера». Во время своего митинга в Кахраманмараше 1 августа он утверждал, что оппозиция поддерживала Израиль во время кризиса в Газе. Во время своего предвыборного митинга в Ване Эрдоган раскритиковал своего конкурента Экмеледдина Ихсаноглу, который якобы перепутал Марш независимости ― государственный гимн Турции с стихотворением, посвящённое павшим солдатам в Чанаккале во время кампании в Галлиполи. На своем митинге в Кахраманмараше 1 августа он показал зрителям видеозапись, в которой Ихсаноглу неправильно читал строчки из Марша независимости.
В дополнение к митингам, активисты ПСР партии также начали операцию «от двери до двери», доставляя еду, одежду и другие предметы для семей, чтобы заручиться их поддержкой. По данным ОБСЕ, кампания Эрдогана также организовала ифтарные палатки в течение месяца Рамадан и раздавала игрушки и женские шарфы на предвыборных митингах. 15 июля 2014 года правительство начало раздачу бесплатного угля семьям в Измире.

### Лозунги
Основными лозунгами кампании были: «Milletin Adamı Erdoğan» (Эрдоган, человек народа) и «Türkiye'nin Gücüne Güç Kat!» (Сделаем Турцию сильной!).

### Пожертвования
9 августа было объявлено, что кампании трёх кандидатов получили следующую сумму в виде пожертвований.
| Кандидат             | Количество пожертвований | Общая сумма пожертвований (TRY) | Общая сумма пожертвований (в долларах США) |
| -------------------- | ------------------------ | ------------------------------- | ------------------------------------------ |
| Реджеп Тайип Эрдоган | 1350796                  | 55260798                        | 25541541                                   |
| Экмеледдин Ихсаноглу | 2172                     | 8700000                         | 4021140                                    |
| Селахаттин Демирташ  | 3689                     | 753133                          | 348098                                     |

## Выборы
Эрдоган был избран двенадцатым президентом Турции в первом туре, набрав 51,79% голосов избирателей. Он был приведен к присяге в новой должности 28 августа.
| Кандидат                             | Голосов  | Процент |
| ------------------------------------ | -------- | ------- |
| Реджеп Тайип Эрдоган                 | 21000143 | 51,79%  |
| Экмеледдин Ихсаноглу                 | 15587720 | 38,44%  |
| Селахаттин Демирташ                  | 3958048  | 9,76%   |
| Недействительные / пустые бюллетени  | 737716   | -       |
| Общее количество                     | 41283627 | -       |
| Зарегистрированные избиратели / Явка | 55692841 | % 74,13 |